# Angels of Love
Angels of Love es el penúltimo lanzamiento del guitarrista sueco Yngwie Malmsteen.
Conocido por su estilo neoclásico "shred Guitar", en este disco retoma varias de sus baladas clásicas en versión instrumental, interpretadas con guitarra acústica y teclados en una versión romántica new age. De los diez títulos que componen este disco, sólo uno es nuevo, Ocean Sonata.
El mismo Malmsteen se ha encargado de todos los instrumentos: guitarras con cuerdas de acero y nilón, teclados y guitarras eléctricas. Michael Troy Abdallah le ha acompañado con teclados adicionales. 

## Temas
1. Forever One (original de "seventh sign")
2. Like an angel (original de "Facing the animal")
3. Crying (original de"Trilogy")
4. Brothers (origina de "Seventh sign""')
5. Memories (original de "Odyssey")
6. Save our love ( original de "Eclipse")
7. Ocean Sonata (Inédita)
8. Miracle of life (original de "War to end all wars")
9. Sorrow (original de "seventh sign")
10. Prelude to April ( original de "concerto suite")

Fue lanzado en Norteamérica el 10 de marzo de 2009.